# De l'origine et du progrès du café
De l'origine et du progrès du café est un essai d'Antoine Galland publié en 1699. Il s'agit d'un opuscule rédigé sous forme de lettre, faisant office de synthèse scientifique nourrie d'histoire naturelle, de botanique, de sociologie, d'ethnologie et de critique.

## Historique
La dissertation de Galland fait preuve d'une certaine modernité en engageant le débat du « faut-il légaliser ? » au sujet du café. Antoine Galland concentre toute l'érudition que lui a léguée son éducation par les ecclésiastiques, mais aussi le recul critique de sa formation, dans le but de faire l'apologie du café. Sa position quant à cette question s'oppose donc à celle des docteurs mahométans défendant l'usage de cette boisson aux musulmans. À une époque où l'opposition entre Jésuites et Jansénistes se faisait sentir, Antoine Galland illustre également dans ce texte sa sensibilité janséniste, qui s'oppose ainsi à certaines positions dogmatiques.
Ce texte fut réimprimé à Caen en 1836.

## Éditions moderne
- Antoine Galland, De l'origine et du progrès du café, Éditions La Bibliothèque, coll. « Le Voyageur », 1992, 95 p. (ISBN 2909688003)
- Antoine Galland, De l'origine et du progrès du café, Berg International, 2013, 64 p. (ISBN 2917191813)